# Леополд Антон фон Залм-Райфершайт
Леополд Антон Йозеф фон Залм-Райфершайт-Бедбург-Хайншпах (на немски: Leopold Johann Joseph Altgraf zu Salm-Reifferscheidt-Bedbur in Hainspach; * 21 юли 1699; † 19 януари 1760) е алт-граф на Залм-Райфершайт-Бедбург в Северен Рейн-Вестфалия в Хайншпах (Липова) в окръг Дечин, Северна Бохемия, Чехия.

## Произход
Той е син на алтграф Франц Вилхелм фон Залм-Райфершайт (1672 – 1734) и първата му съпруга графиня Мария Анезка Агата Славата (1674 – 1718), дъщеря на граф Ян Жири Яхим Славата (1638 – 1689) и графиня Мария Маргарета Елизабет Траутзон цу Фалкенщайн (1643 – 1698). Баща му Франц Вилхелм се жени втори път на 14 май 1719 г. във Виена за Мария Каролина Анна Елизабет Йозефина Урсула Фелицитас Маргарета фон Лихтенщайн (1694 – 1735).
Брат е на алтграф Карл Йозеф Антон фон Залм-Райфершайт-Бедбург и Алфтер (1697 – 1755), Франц Ернст фон Залм-Райфершайт (1698 – 1760/1770), епископ на Дорник/Турнай. Полубрат е на алтграф Антон Йозеф Франц фон Залм-Райфершайт-Райц (1720 – 1769), възпитател на кайзер Йозеф II и рицар на Ордена на Златното руно; синът му Карл фон Залм-Райфершайт-Райц (1750 – 1838) е идигнат на 1. княз през 1790 г.

## Фамилия
Първи брак: на 17 февруари 1735 г. с графиня Мария Анна фон Алтхан (* 3 януари 1700, Прага; † 21 юни 1737, Прага), вдовица на граф Норберт Винцент Коловрат-Либщайнски († 14 януари 1727), дъщеря на граф Михаел Фердинанд фон Алтхан (1677 – 1733) и графиня Мария Елеонора Лазански з Букове (1678 – 1717). Тя умира на 37 години. Бракът е бездетен.
Втори брак: на 6 февруари 1739 г. с фрайин Мария Анна фон Ауершперг (* 25 юни 1719; † 11 април 1743), дъщеря на фрайхер Волфганг Георг Леополд фон Ауершперг (1664 – 1719) и графиня Мария Анна фон Енкевойрт (1679 – 1728). Тя умира на 23 години. Те имат дъщеря:
- Мария Йозефина Фридерика Гертрауд (* 17 март 1743; † 23 февруари 1796), абатиса на Есен

Трети брак: на 2 февруари 1744 г. с графиня Мария Каролина фон Дитрихщайн (* 17 март 1722; † 23 юли 1790), дъщеря на граф Якоб Антон фон Дитрихщайн (1678 – 1721) и графиня Мария Анна Франциска Магдалена София фон Щархемберг (1688 – 1757). Те имат децата:
- Йохан Франц Венцел (* 7 март 1747; † 28 юни 1802), алтграф на Залм-Райфершайт-Бедбург, женен на 7 май 1770 г. за графиня Валпурга фон Щернберг (* 1 юни 1754; † 8 декември 1822); имат син Йохан (1780 – 1847)
- Агнес Мария Аполония (* 12 май 1750; † 20 март/май 1798), омъжена 1775 г. за фрйхер Венцел Хенигер фон Зееберг (* 26 май 1739; † 24 януари 1802)
- Мария Кристина (* 3 май 1751, Хайншпах; † 22 юли 1820, Прага), омъжена на 4 септември 1769 г. за граф Михаел Карл Йозеф фон Кауниц (* 5 май 1745; † 1810/27 март 1820)